# Paratropus lepagei
Paratropus lepagei är en skalbaggsart som beskrevs av Kanaar 1993. Paratropus lepagei ingår i släktet Paratropus och familjen stumpbaggar. Inga underarter finns listade i Catalogue of Life.